# Omizutori

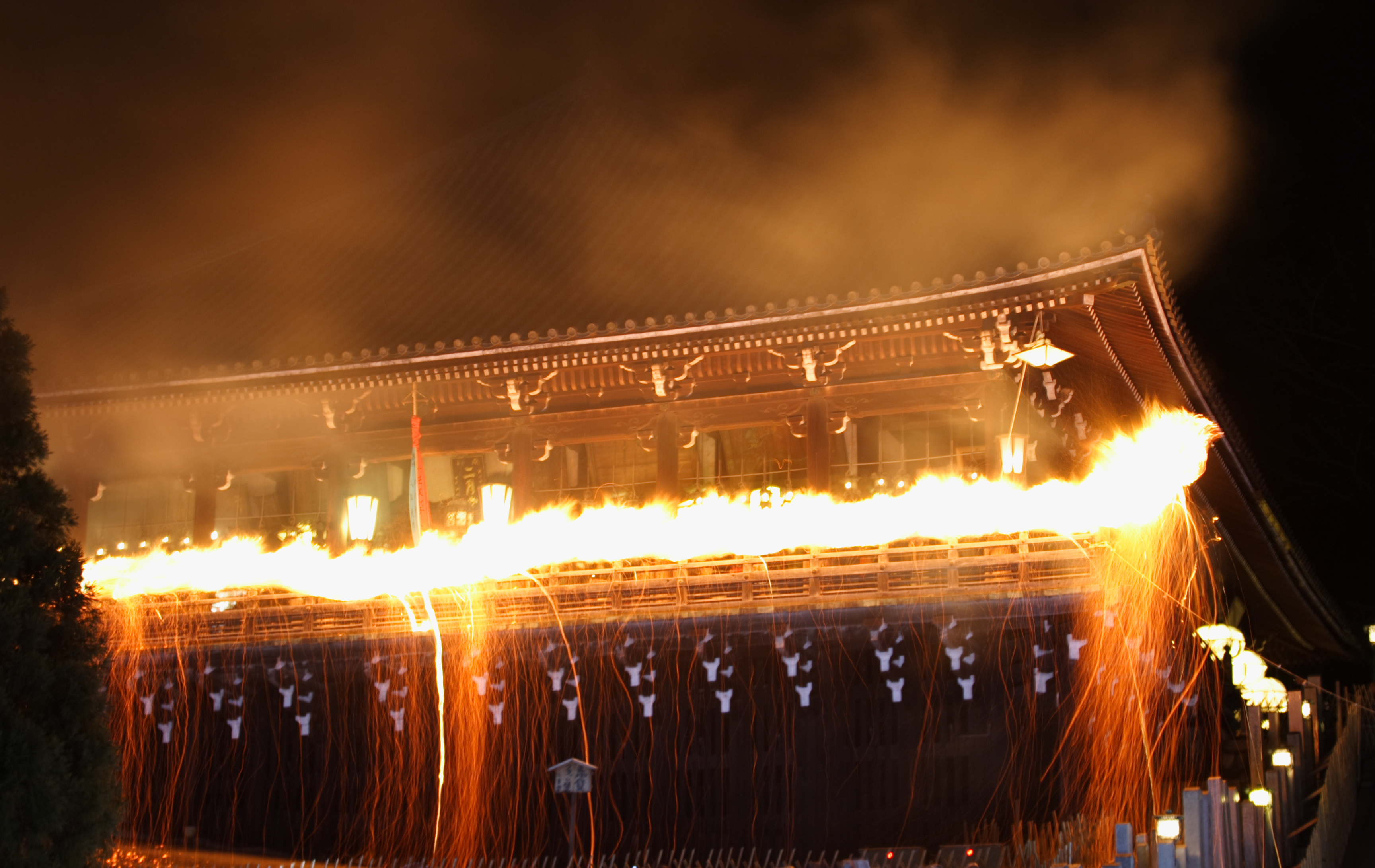
L'evento principale dell'Omizutori presso Nigatsu-do: i monaci portano fiaccole attraverso il balcone

L'Omizutori (お水取り) è una festa buddista giapponese che si svolge presso il Nigatsu-dō del tempio Tōdai-ji, sito nella città di Nara, in Giappone. Si tiene ogni anno dal 752, anno di fondazione del Tōdai-ji.
Il rito complessivo prevede che alcune torce siano accese la mattina del primo marzo, e siano poi brandite la sera stessa, disegnando cerchi di grandi dimensioni con il fuoco. La festa dell'Omizutori è la cerimonia più importante, che si svolge di notte. Le torce, portate a mano da alcuni monaci, arrivano presso il pozzo Wakasa sito proprio al di sotto della sala del Nigatsu-dō, dal quale (secondo la leggenda) scaturisce l'acqua una sola volta all'anno.
Il festival si tiene dal primo al 14 marzo.